# Tor (forskningsstation)

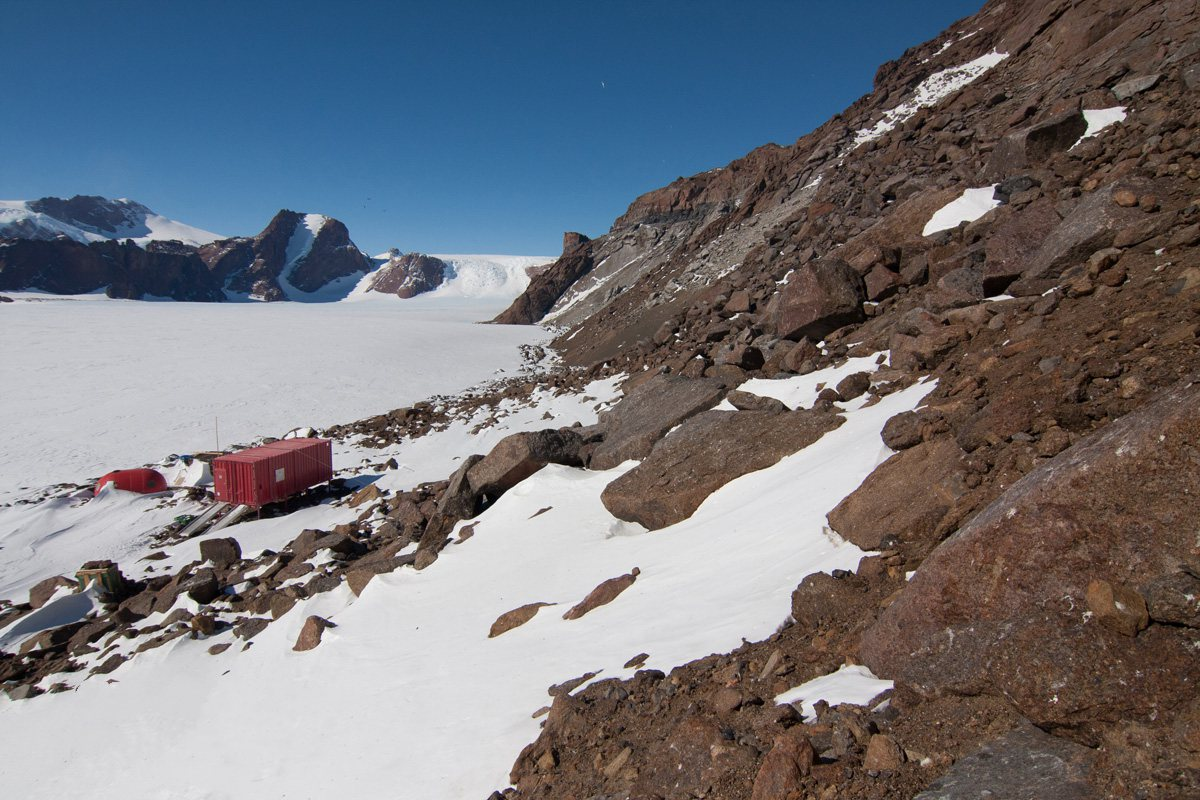
Tor, 2012

Tor är en norsk ornitologisk fältstation i Antarktis, belägen cirka 1625 m ö.h. vid nunataken Svarthamaren i Drottning Mauds land. Den etablerades säsongen 1992/93 och består av en isolerad container på 3x8 meter som fungerar som uppehållsrum och arbetsrum. Stationen används bara om sommaren, och övernattning sker i tält. Norges helårsbemannade station i Antarktis Troll ligger cirka 100 km väster om Tor. Båda stationerna drivs av Norsk Polarinstitutt.
Forskningen vid stationen är kopplad till fågellivet vid Svarthamaren, som är hemvist för Antarktis största inlandskoloni av sjöfågel och världens största bestånd av antarktispetrell (Thalassoica antarctica) med närmare 250 000 häckande par.